# Elvis and Anabelle
Elvis and Anabelle est un film indépendant de Will Geiger sorti en 2007, où l'on peut voir jouer Blake Lively et Max Minghella.

## Synopsis
Elvis Moreau est le croque-mort de la petite ville de Cameron, au Texas. Il s'éprend de la belle Anabelle, qui fait des concours de beauté pour satisfaire l'ambition de sa mère. Lorsque Anabelle meurt brusquement après avoir gagné un concours, Elvis est chargé de l'embaumer. Inexplicablement, Anabelle revient à la vie...

## Fiche technique
- Musique : Blake Neely

## Distribution
- Max Minghella : Elvis Moreau
- Blake Lively : Anabelle Leigh
- Joe Mantegna : Charlie Moreau
- Mary Steenburgen : Geneva Leigh
- Keith Carradine : Jimmy